# Marquis de Pianezza
Charles-Emmanuel-Phillibert-Hyacinthe de Simiane (1608-1677), marquis de Pianezza, était un homme d’État piémontais, fondateur de la maison de Turin en 1655, année au cours de laquelle il dirigea la répression contre les vaudois, appelée Pâques vaudoises, dans le Piémont, un épisode très violent dont le récit par le pasteur Jean Léger provoquera l'indignation en Europe et contribuera à isoler Louis XIV lors de la guerre de la Ligue d'Augsbourg, amenant le souverain français à promettre de ne plus interférer dans la politique religieuse savoyarde concernant les vaudois.

## Biographie
Issu de la famille de Simiane, Charles-Emmanuel-Phillibert-Hyacinthe est né après la mort de son père Charles de Simiane, seigneur d'Albigny, que le duc de Savoie Victor-Amédée Ier de Savoie fit décapiter, en raison de soupçons, après l'avoir obligé à épouser Mathilde de Savoie, fille naturelle d'Emmanuel-Philibert de Savoie (1528-1580) et de Béatrix de Langusco.
Le jeune Charles-Emmanuel-Phillibert-Hyacinthe a grandi sous la férule de Christine de France, fille d’Henri IV et épouse du duc de Savoie, dont sa mère Mathilde est surintendante. Il deviendra grand chambellan et ministre d'État du Duc suivant François-Hyacinthe de Savoie, encore enfant, Victor-Amédée Ier de Savoie étant mort en 1637. François-Hyacinthe de Savoie meurt lui-même après seulement un an sur le trône 
Devenue régente de Savoie, l'ambitieuse, volubile et infidèle Christine de France, prend pour confesseur un pilier du parti des dévots, le Cardinal de Retz. Le Duché est fragile depuis la perte de possessions du côté français des Alpes, le déménagement à Turin et la mort de Victor-Amédée Ier de Savoie, les frères du très jeune héritier, les princes Thomas et Maurice, dont l'un est prélat, tentant de s'en emparer avec l'aide des Espagnols. Christine signe le 3 juin 1638 un traité avec son frère Louis XIII, pour prêter assistance aux armées françaises, en guerre avec les
Espagnols et à tenir toujours à leur disposition 3000 hommes d’infanterie et 1200 chevaux. Louis XIII, de son côté, devait entretenir en Piémont 12 000 hommes de pied et 1500 chevaux, et ne jamais faire de paix que la Savoie n’y fût comprise.
Christine de France met aussi en place un "conseil de propaganda fide" réunissant les plus hauts personnages de la cour de Savoie: le marquis de Pianezza, le lieutenant de la couronne dans les vallées vaudoises, l’archevêque de Turin et le confesseur du prince. Les grandes dames de l’aristocratie se réunissent chez la marquise de Pianezza, leur présidente, qui craint les flammes de l'enfer et se charge des collectes pour l’association, puis institue dans l’aristocratie turinoise l'usage d’avoir pour laquais un barbetto, enfant de barbe vaudois, qui se poursuivra jusqu’à la révolution de 1789. Marié à une dévote, Jeanne d'Arborio, le Marquis de Pianezza était considéré comme le membre le plus actif et le plus influent de ce conseil pour la propagation de la foi et l'extirpation des hérétiques, qui siégeait à Turin, sous la présidence de l'archevêque, et avec pour relais une association de dames patronnesses.
En 1650, un édit pressant a refoulé vers leurs montagnes les vaudois qui étaient poussés à s'installer en plaine par la surpopulation des alpages, mais il n'est pas appliqué rigoureusement et ils ont fini par se considérer comme chez eux dans les bourgades de Briccherazio, de Bibiana, de Campiglione et de Fenile. Puis en janvier 1655, un ordre de Turin leur enjoignit, sous peine de mort, de rentrer dans leurs vallées. Le conseil de la propagande obtint aussi du duc de Savoie un ordre verbal pour loger dans la région vaudoise quatre régiments français de l’armée de Lombardie sous le commandement du maréchal de Grancey et une troupe de mercenaires irlandais. Parallèlement, des émissaires venus de Turin persuadent les vaudois que les Français arrivent contre la volonté du duc de Savoie. Croyant lui obéir, ils ferment aux Français l’entrée de la vallée du Pellice, mais le pasteur Jean Léger rencontre le capitaine français Laurent de l'Aube de Corcelles, qui était protestant et lui permet de dévoiler le stratagème de la propagande auprès du maréchal de Grancey.
Le marquis de Pianezza doit se rendre lui-même dans les vallées vaudoises avec les deux régiments savoyards de Chablais et de Ville, et le régiment piémontais de San Damiano: le 14 avril 1655, il a lancé près de 40000 hommes sur la vallée de Luserne, où la résistance des vaudois était menée par Josué Janavel et Barthélémy Jahier. Parallèlement, il avait accordé à la députation vaudoise, menée par David Bianchi de Saint-Jean, et François Manchon de la vallée de Saint-Martin, une audience fixée au 17 avril 1655, et promise depuis longtemps. Des massacres furent commis le 27 avril à Pra-du Tour, Villar, Bobbi et Rora et les troupes du marquis envahirent ensuite la vallée du Queyras. 
Logés chez les habitants pêle-mêle avec les Français et les Irlandais, ses hommes encombrent toutes les vallées, à l’exception de la gorge inhabitable en hiver du Prà del Tor, où ils se rendent coupables le 24 avril, à la veille de Pâques, du massacre des Pâques vaudoises. Fin avril, le Marquis de Pianezza obtient du jeune Duc Charles-Emmanuel II de Savoie et de la cour de Turin un édit qui fixe les sommes pour la mise à prix des principaux chefs de l’état-major vaudois. La tête des deux Jahier est tarifée 600 ducats chacune, celle de Josué Janavel 300 ducats, et celle de Jean Léger, l’écrivain qui transmettait partout en Europe le récit des souffrances des vaudois, est mise au prix extraordinaire de 800 ducats. 
Son fils sera banni du Piémont et trouvera un refuge à la cour de Louis XIV lors de la guerre de la Ligue d'Augsbourg. Rappelé dans sa patrie pour y remplir de hautes fonctions politiques, il tombe de nouveau en disgrâce et meurt bientôt après, en 1706.